# ル・マン・サルト・バスケット
ル・マン・サルト・バスケット（Le Mans Sarthe Basket）は、フランス・サルト県ル・マンのプロバスケットボールチームである。リーグ・ナショナル・バスケットボールに所属する。

## 歴史
ホームアリーナはアンタレヌ。
LNBプロA優勝4度のフランスバスケの強豪である。
2025年のプロA・リーダーズカップでは決勝に進出。決勝ではASモナコ・バスケットとの対戦となったが、104-96のスコアで勝利し優勝した。

## 歴代所属選手
- ニコラス・バトゥム
- ミカエル・ジェラバル
- ロドリグ・ボーボワ
- テリー・ターペイ 2017-2023
- アブドゥライェ・ンドイ 2022-
- オリヴィエ・ハンラン 2016-2017
- ミハリス・カキオツィス
- シャノン・ショーター（英語版）2017
- D.J.ステフェンズ（英語版）2019-2020
- ダンテ・カニングハム 2021-2022
- ダリアス・ジョンソン=オドム 2021-2022
- マット・モーガン 2022-2023
- ジョシュ・カールトン 2022-2023
- ジャスティン・コブス（英語版）2017-2018
- リチャード・ヘンドリックス（英語版）2018-2019
- オヴィ・ソコ（英語版）2020-2021
- スコット・バンフォース 2020-2022

## 主な獲得タイトル
LNBプロA
- 優勝：4回（1978, 1979, 1982, 2006）

フレンチカップ
- 優勝：3回（1964, 2004, 2009）

リーダーズカップ
- 優勝：3回（2006, 2009, 2014）